# Bernardo III di Sassonia-Meiningen
Bernardo III Federico Alberto Giorgio di Sassonia-Meiningen (Meiningen, 1º aprile 1851 – Meiningen, 16 gennaio 1928) fu l'ultimo duca di Sassonia-Meiningen dal 1914 al 1918.

## Biografia
Suo padre era il duca Giorgio II di Sassonia-Meiningen, figlio del duca Bernardo II di Sassonia-Meiningen e della principessa Maria Federica d'Assia-Kassel; sua madre era la principessa Carlotta di Prussia, figlia del principe Alberto di Prussia e della principessa Marianna di Orange-Nassau.
Nel 1867 Bernardo entrò nel reggimento di fanteria di Sassonia Meiningischen e nel 1869 si recò all'Università di Heidelberg per studiare filologia classica. Ufficiale d'ordinanza nel 6º reggimento di turingia, passò poi al 95º fanteria e poi alla 6ª divisione di cavalleria, con la quale prese parte alla guerra franco-prussiana nel 1870 assieme al padre. Continuò quindi i propri studi all'Università di Lipsia e nel 1873 si iscrisse, terminati gli studi, al reggimento di fucilieri di stanza a Berlino.
Bernardo era molto appassionato di lingua greca, è stato autore e traduttore di alcune opere, tra cui gli scritti di Schiller. Dal 1873 al 1894 viaggiò molto in Grecia ed in Asia Minore, frequentando anche siti archeologici e conoscendo molti personaggi di rilievo nel campo. Per tale motivo egli ricevette una laurea ad honorem dall'Università di Atene e poi da quella di Breslavia.
Bernardo assunse la reggenza del Ducato di Sassonia-Meiningen alla morte del padre, nel 1914. Il suo breve regno venne tormentato dalla prima guerra mondiale. Quando la Germania perse la guerra tutti i principi tedeschi dovettero rinunciare ai loro troni. Bernardo venne costretto ad abdicare il 10 novembre 1918, e trascorse il resto della sua vita da privato cittadino.
Egli aveva sposato a Berlino il 18 febbraio 1878 la principessa Carlotta di Prussia, figlia di Federico III di Germania e nipote della regina Vittoria d'Inghilterra. Dal loro matrimonio nacque una sola figlia:
- Fedora Vittoria Augusta Maria Marianna, nata il 12 maggio del 1879 e morta suicida nel 1945.

## Antenati
|                                   |                                   |                                        | Genitori                                  |  |  | Nonni |  |  | Bisnonni                        |  |  | Trisnonni                            |  |
|                                   |                                   |                                        |                                           |  |  |       |  |  | Giorgio I di Sassonia-Meiningen |  |  | Antonio Ulrico di Sassonia-Meiningen |  |
|                                   |                                   |                                        |                                           |  |  |       |  |  | Giorgio I di Sassonia-Meiningen |  |  | Antonio Ulrico di Sassonia-Meiningen |  |
|                                   |                                   | Carlotta Amalia d'Assia-Philippsthal   |                                           |  |  |       |  |  | Giorgio I di Sassonia-Meiningen |  |  |                                      |  |
| Bernardo II di Sassonia-Meiningen |                                   |                                        |                                           |  |  |       |  |  | Giorgio I di Sassonia-Meiningen |  |  |                                      |  |
|                                   |                                   | Luisa Eleonora di Hohenlohe-Langenburg | Cristiano Alberto di Hohenlohe-Langenburg |  |  |       |  |  |                                 |  |  |                                      |  |
|                                   |                                   | Luisa Eleonora di Hohenlohe-Langenburg | Cristiano Alberto di Hohenlohe-Langenburg |  |  |       |  |  |                                 |  |  |                                      |  |
|                                   |                                   | Luisa Eleonora di Hohenlohe-Langenburg | Carolina di Stolberg-Gedern               |  |  |       |  |  |                                 |  |  |                                      |  |
| Giorgio II di Sassonia-Meiningen  |                                   | Luisa Eleonora di Hohenlohe-Langenburg |                                           |  |  |       |  |  |                                 |  |  |                                      |  |
|                                   |                                   | Guglielmo II d'Assia                   | Guglielmo I d'Assia                       |  |  |       |  |  |                                 |  |  |                                      |  |
|                                   |                                   | Guglielmo II d'Assia                   | Guglielmo I d'Assia                       |  |  |       |  |  |                                 |  |  |                                      |  |
|                                   |                                   | Guglielmo II d'Assia                   | Guglielmina Carolina di Danimarca         |  |  |       |  |  |                                 |  |  |                                      |  |
| Maria Federica d'Assia-Kassel     |                                   | Guglielmo II d'Assia                   |                                           |  |  |       |  |  |                                 |  |  |                                      |  |
|                                   |                                   | Augusta di Prussia                     | Federico Guglielmo II di Prussia          |  |  |       |  |  |                                 |  |  |                                      |  |
|                                   |                                   | Augusta di Prussia                     | Federico Guglielmo II di Prussia          |  |  |       |  |  |                                 |  |  |                                      |  |
|                                   |                                   | Augusta di Prussia                     | Federica Luisa d'Assia-Darmstadt          |  |  |       |  |  |                                 |  |  |                                      |  |
| Bernardo di Sassonia-Meiningen    |                                   | Augusta di Prussia                     |                                           |  |  |       |  |  |                                 |  |  |                                      |  |
|                                   | Federico Guglielmo III di Prussia | Federico Guglielmo II di Prussia       |                                           |  |  |       |  |  |                                 |  |  |                                      |  |
|                                   | Federico Guglielmo III di Prussia | Federico Guglielmo II di Prussia       |                                           |  |  |       |  |  |                                 |  |  |                                      |  |
|                                   | Federico Guglielmo III di Prussia | Federica Luisa d'Assia-Darmstadt       |                                           |  |  |       |  |  |                                 |  |  |                                      |  |
| Alberto di Prussia                | Federico Guglielmo III di Prussia |                                        |                                           |  |  |       |  |  |                                 |  |  |                                      |  |
|                                   |                                   | Luisa di Meclemburgo-Strelitz          | Carlo II di Meclemburgo-Strelitz          |  |  |       |  |  |                                 |  |  |                                      |  |
|                                   |                                   | Luisa di Meclemburgo-Strelitz          | Carlo II di Meclemburgo-Strelitz          |  |  |       |  |  |                                 |  |  |                                      |  |
|                                   |                                   | Luisa di Meclemburgo-Strelitz          | Federica Carolina Luisa d'Assia-Darmstadt |  |  |       |  |  |                                 |  |  |                                      |  |
| Carlotta di Prussia               |                                   | Luisa di Meclemburgo-Strelitz          |                                           |  |  |       |  |  |                                 |  |  |                                      |  |
|                                   |                                   | Guglielmo I dei Paesi Bassi            | Guglielmo V di Orange-Nassau              |  |  |       |  |  |                                 |  |  |                                      |  |
|                                   |                                   | Guglielmo I dei Paesi Bassi            | Guglielmo V di Orange-Nassau              |  |  |       |  |  |                                 |  |  |                                      |  |
|                                   |                                   | Guglielmo I dei Paesi Bassi            | Guglielmina di Prussia                    |  |  |       |  |  |                                 |  |  |                                      |  |
| Marianna di Orange-Nassau         |                                   | Guglielmo I dei Paesi Bassi            |                                           |  |  |       |  |  |                                 |  |  |                                      |  |
|                                   |                                   | Guglielmina di Prussia                 | Federico Guglielmo II di Prussia          |  |  |       |  |  |                                 |  |  |                                      |  |
|                                   |                                   | Guglielmina di Prussia                 | Federico Guglielmo II di Prussia          |  |  |       |  |  |                                 |  |  |                                      |  |
|                                   |                                   | Guglielmina di Prussia                 | Federica Luisa d'Assia-Darmstadt          |  |  |       |  |  |                                 |  |  |                                      |  |
|                                   |                                   | Guglielmina di Prussia                 |                                           |  |  |       |  |  |                                 |  |  |                                      |  |